# Tulsa Tornados
Tulsa Tornados is een voormalige Amerikaanse voetbalclub uit Tulsa, Oklahoma. De club werd opgericht in 1985 en aan het eind van het seizoen weer opgeheven. De club speelde één seizoenen in de United Soccer League. Hierin is de derde plek behaald.